# 岐阜圣德学园大学短期大学部
岐阜圣德学园大学短期大学部（日语：／ Gifu Shotoku Gakuen Daigaku  Tankidaigakubu *）是一所位于日本岐阜县岐阜市的私立短期大学。

## 概要

### 简介
- 短期大学为于1966年开办[1]、由学校法人圣德学园(岐阜县)经营、来源于圣德太子的佛教思想。开始招収男学生从1998年。

### 历史
- 1966年 岐阜南女子短期大学成立并同时设置家政科、保育科第一部和第二部[1]。今年11月改校名为圣德学园女子短期大学[1]。
- 1967年 家政科分离为两个专攻即家政专攻和食物营养专攻[1]。
- 1968年 第三部成立于两个学科即家政科和保育科[1]。
- 1970年 初等教育学科成立[1]。保育科变更为幼儿教育学科[1]。
- 1971年 初等教育学科招生最后[2]。
- 1974年 今年3月31日初等教育学科正式停办[2]。
- 1987年 幼儿教育学科第二部招生最后。
- 1989年 幼儿教育学科第二部正式停办[1]。
- 1992年 商经学科成立[1]。
- 1997年 两个学科即商经学科、家政学科第三部各自招生最后、次年停止招生[2]。
- 1998年 改校名为岐阜圣德学园大学短期大学部。开始招収男学生。家政学科变更为生活学科、家政专攻变更为生活学专攻。
- 1999年 今年12月22日商经学科正式停办[2]。
- 2000年 今年7月28日家政学科第三部正式停办[2]。

### 宪章
- 请参看岐阜圣德学园大学短期大学部的标志 （页面存档备份，存于） （日語） 2014年1月17日阅览。

## 学校环境
- 校区：在岐阜县岐阜市

## 历任校长
- 松久义平：第一代短期大学校长[3]。
- 坂本进：成立于1968年[1]
- 村松繁树：成立于1975年[1]
- 桥冈良夫：成立于1982年[1]
- 广濑弘：成立于1983年[1]
- 川端博：成立于1987年[1]
- 山边孝：成立于1993年[1]
- 妙见孟：成立于1996年[1]
- 上寺久雄：成立于1998年[1]
- 北畠典生：成立于1999年[1]
- 口羽益生：成立于2005年[1]
- 藤井德行：现在短期大学校。长成立于2011年[1]

## 组织

### 学科
- 生活学科
  - 第一部
    - 生活学专攻
    - 食物营养专攻

  - 第三部[注 1][注 2][注 3]
- 幼儿教育学科
  - 第一部
  - 第二部[注 4]
  - 第三部
- 初等教育学科[注 5]
- 商经学科[注 2][注 6]

### 专科
| - 没有 |

### 业余课程
| - 没有 |

### 附属机关
| - 图书馆 |

## 相关链接
- 日本短期大学列表
- 岐阜圣德学园大学